# میا الکسیچ
میا الکسیچ (سیریلیک صربی: Милосав "Мија" Алексић؛ ۲۶ سپتامبر ۱۹۲۳ – ۱۲ مارس ۱۹۹۵) یک هنرپیشه اهل جمهوری فدرال سوسیالیستی یوگسلاوی بود.
از فیلم‌ها یا برنامه‌های تلویزیونی که وی در آن نقش داشته است می‌توان به کولی‌های خوشبخت هم دیده‌ام، رؤیا اشاره کرد.